# Кетрін Маккормак
Кетрін Джейн Маккормак (англ. Catherine Jane McCormack; нар. 3 квітня 1972) — англійська акторка, відома за виконанням ролей у таких фільмах, як «Хоробре серце», «Гуркіт грому», «Земля дівчат», «Шпигунські ігри», «28 тижнів по тому» і «Чесна куртизанка».

## Життєпис

### Ранні роки
Маккормак народилася в Елсомі, Суррей, Англія. Вона має ірландське коріння, бо один з її дідусів був ірландцем. Мати померла від вовчака, коли Маккормак було шість років, батько-сталевар згодом виростив її та її брата Стівена самотужки. Подорослішавши, вона пішла вчитися в Оксфордську драматичну школу.

### Кар'єра
Перша помітна роль Маккормак — персонаж Маррон Мак-Клено у багатооскарному історичному фільмі «Хоробре серце». Її дебютна роль на телеекрані, проте, була як ведучої у фільмі Анне Кемпіон «Завантажений». Після «Хороброго серця» Маккормак мала провідні ролі в художніх фільмах «Північна зірка» та «Чесна куртизанка». Інші проєкти включають «Шпигунські ігри» і «28 тижнів потому».
Маккормак віддала перевагу театральній кар'єрі. У 2008 р. вона виконала роль Нори в п'єсі «Ляльковий дім» режисера Пітера Голла у Королівському театрі; Ізабель Арчер — в адаптації «Портрет леді» тощо.
У 2009 році вона з'явилася в британському турне гурту «Headlong» у «Шість персонажів у пошуках автора».

## Особисте життя
Її зріст — 1,7 м. 
У 1998—2000 (або 1998—1999) роках зустрічалася з актором Джозефом Файнсом («Закоханий Шекспір», «Ворог коло брами», «Оповідь служниці»). Станом на 2009 рік жила разом зі своїм партнером у Ричмонді, передмісті Лондона.
Релігія
Кетрін вихована в римо-католицькій релігії (хоча в даний час є «колишньою католичкою») та відвідує монастир Богоматері Провидіння.

## Фільмографія
| Рік       |    | Українська назва                                     | Оригінальна назва                            | Роль                                             |
| --------- | -- | ---------------------------------------------------- | -------------------------------------------- | ------------------------------------------------ |
| 2023      | с  | Відьмак                                              | The Witcher                                  | Аніка (1 епізод)                                 |
| 2022      | с  | Повільні коні                                        | Slow Horses                                  | Алекс Троппер (4 епізоди)                        |
| 2019—2021 | с  | Храм                                                 | Temple                                       | Бет Мілтон (13 епізодів)                         |
| 2019      | ф  | Корделія                                             | Cordelia                                     | Кейт                                             |
| 2019      | с  | Храм (мінісеріал)                                    | Temple                                       | Бет Мілтон (8 епізодів)                          |
| 2019      | ф  | Пісня імен                                           | The Song of Names                            | Гелен Сіммондс                                   |
| 2018      | с  | Жінки на межі                                        | Women on the Verge                           | Клер (4 епізоди)                                 |
| 2017      | ф  | Обіцянка на світанку                                 | La Promesse de l'aube                        | Леслі Бланш                                      |
| 2017      | с  | Геній (документальний)                               | Genius                                       | Марія Ружич-Марич (розділ «Ейнштейн», 4 епізоди) |
| 2016      | ф  | Подорож                                              | The Journey                                  | Кейт Елгар                                       |
| 2016      | с  | Шерлок (мінісеріал)                                  | Sherlock                                     | леді Кармайкл (1 епізод)                         |
| 2015      | с  | Життя в квадратах (мінісеріал)                       | Life in Squares                              | Вірджинія Вулф (2 епізоди)                       |
| 2014      | ф  | Магія місячного сяйва                                | Magic in the Moonlight                       | Олівія                                           |
| 2013      | с  | Лукан (мінісеріал)                                   | Lucan                                        | леді Вероніка Лукан (2 епізоди)                  |
| 2013      | ф  |                                                      | The Fold                                     | Ребекка Ештон                                    |
| 2011      | с  |                                                      | Lights Out                                   | Тереза Лірі (13 епізодів)                        |
| 2008      | тф | Стіві                                                | Stevie                                       | Клер                                             |
| 2008      | с  | Опівнічна людина (мінісеріал)                        | Midnight Man                                 | Еліс Росс (3 епізоди)                            |
| 2007      | ф  | 28 тижнів по тому                                    | 28 Weeks Later                               | Еліс                                             |
| 2007      | ф  | Місяць і зорі                                        | The Moon and the Stars                       | Крістіна Баумґартен / Тоска                      |
| 2006      | с  | Стародавній Рим: схід і падіння імперії (мінісеріал) | Ancient Rome: The Rise and Fall of an Empire | Поппея Сабіна (1 епізод)                         |
| 2006      | мф | Ренесанс                                             | Renaissance                                  | Біслана Тасуєва (голос)                          |
| 2006      | тф | Елізабет Девід: Життя в рецептах                     | Elizabeth David: A Life in Recipes           | Елізабет Девід                                   |
| 2005      | ф  | Гуркіт грому                                         | A sound of thunder                           | Соня Ренд                                        |
| 2005      | тф |                                                      | Kenneth Tynan: In Praise of Hardcore         | Кетлін Тайнен                                    |
| 2004      | мф | Нитки                                                | Strings                                      | Зіта (голос)                                     |
| 2004      | тф | Змова проти корони                                   | Gunpowder, Treason & Plot                    | королева Єлизавета I                             |
| 2003      | тф |                                                      | Broken Morning                               | Кеті                                             |
| 2001      | ф  | Шпигунські ігри                                      | Spy Game                                     | Елізабет Гедлі                                   |
| 2001      | с  | Армаділло                                            | Armadillo                                    | Флавія (3 епізоди)                               |
| 2001      | ф  | Кравець з Панами                                     | The Tailor of Panama                         | Франческа                                        |
| 2000      | ф  | Народжений романтиком                                | Born Romantic                                | Джоселін                                         |
| 2000      | ф  | Вага води                                            | The Weight of Water                          | Джин Джейнс                                      |
| 2000      | ф  | Шепіт ангелів                                        | A Rumor of Angels                            | Мері Нойбауер                                    |
| 2000      | ф  | Тінь вампіра                                         | Shadow of the Vampire                        | Грета Шредер                                     |
| 1999      | ф  | Боржники                                             | The Debtors                                  |                                                  |
| 1999      | с  | Любов у 21-му столітті                               | Love in the 21st Century                     | Фей (1 епізод)                                   |
| 1999      | ф  | Кохання року                                         | This Year's Love                             | Ханна                                            |
| 1998      | ф  | Танці в Лугнасі                                      | Dancing at Lughnasa                          | Крістіна Манді                                   |
| 1998      | ф  | Чесна куртизанка                                     | Dangerous Beauty                             | Вероніка Франко                                  |
| 1998      | ф  | Земля дівчат                                         | The Land Girls                               | Стелла                                           |
| 1997      | тф | Декан Броді                                          | Deacon Brodie                                | Енні Ґрант                                       |
| 1996      | ф  | Полярна зоря                                         | North Star                                   | Сара                                             |
| 1995      | ф  | Хоробре серце                                        | Braveheart                                   | Маррон Мак-Кено                                  |
| 1994      | ф  | Тінь вампіра                                         | Loaded                                       | Роза                                             |
| 1994      | с  | Детектив Вікліф                                      | Wycliffe                                     | Есенат (Асенефа) Ґарднер (1 епізод)              |

### Театральні ролі
| Рік  | Назва                                                                     | Роль                  | Театр                                               |
| ---- | ------------------------------------------------------------------------- | --------------------- | --------------------------------------------------- |
| 1999 | Anna Weiss (Анна Вайс)                                                    | Анна Вайс             | Whitehall Theatre (тепер Trafalgar Studios), Лондон |
| 2000 | All My Sons (Усі мої сини)                                                | Енн                   | Королівський національний театр, Лондон             |
| 2001 | A Lie of the Mind                                                         | Бет                   | Donmar Warehouse, Лондон                            |
| 2001 | Kiss Me Like You Mean It                                                  | Рут                   | Soho Theatre, Лондон                                |
| 2001 | White Horses                                                              | Пола                  | Gate Theatre, Дублін                                |
| 2002 | Free                                                                      | Софі                  | Королівський національний театр, Лондон             |
| 2002 | Dinner                                                                    | Шан                   | Королівський національний театр, Лондон             |
| 2003 | Honour                                                                    | Клаудія               | Королівський національний театр, Лондон             |
| 2003 | Under the Curse                                                           | Іфігенія              | Gate Theatre, Лондон                                |
| 2004 | Vermillion Dream                                                          | Міріам                | Salisbury Playhouse, Солсбері                       |
| 2006 | The 39 Steps                                                              | різні ролі            | Tricycle Theatre (тепер The Kiln Theatre), Лондон   |
| 2007 | The Lady from Dubuque (Леді з Дюбюка)                                     | Джо                   | Theatre Royal Haymarket, Лондон                     |
| 2008 | A Doll's House (Ляльковий дім)                                            | Нора                  | Theatre Royal Haymarket, Лондон                     |
| 2008 | The Portrait of a Lady (Портрет леді)                                     | Ізабель Арчер         | Theatre Royal Haymarket, Лондон                     |
| 2009 | Six Characters in Search of an Author (Шість персонажів у пошуках автора) |                       |                                                     |
| 2012 | The Heresy of Love (Єресь кохання)                                        | Хуана Інес де ла Крус | Royal Shakespeare Company, Стретфорд-на-Ейвоні      |